# Nanjing-Museum

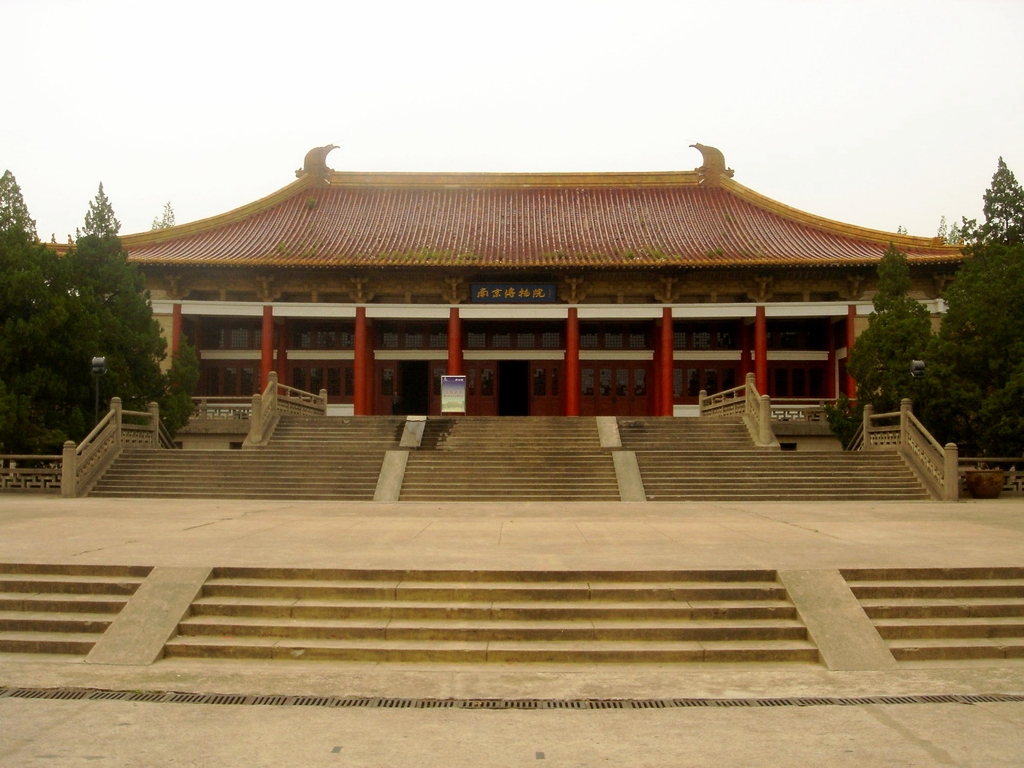
Das Nanjing-Museum

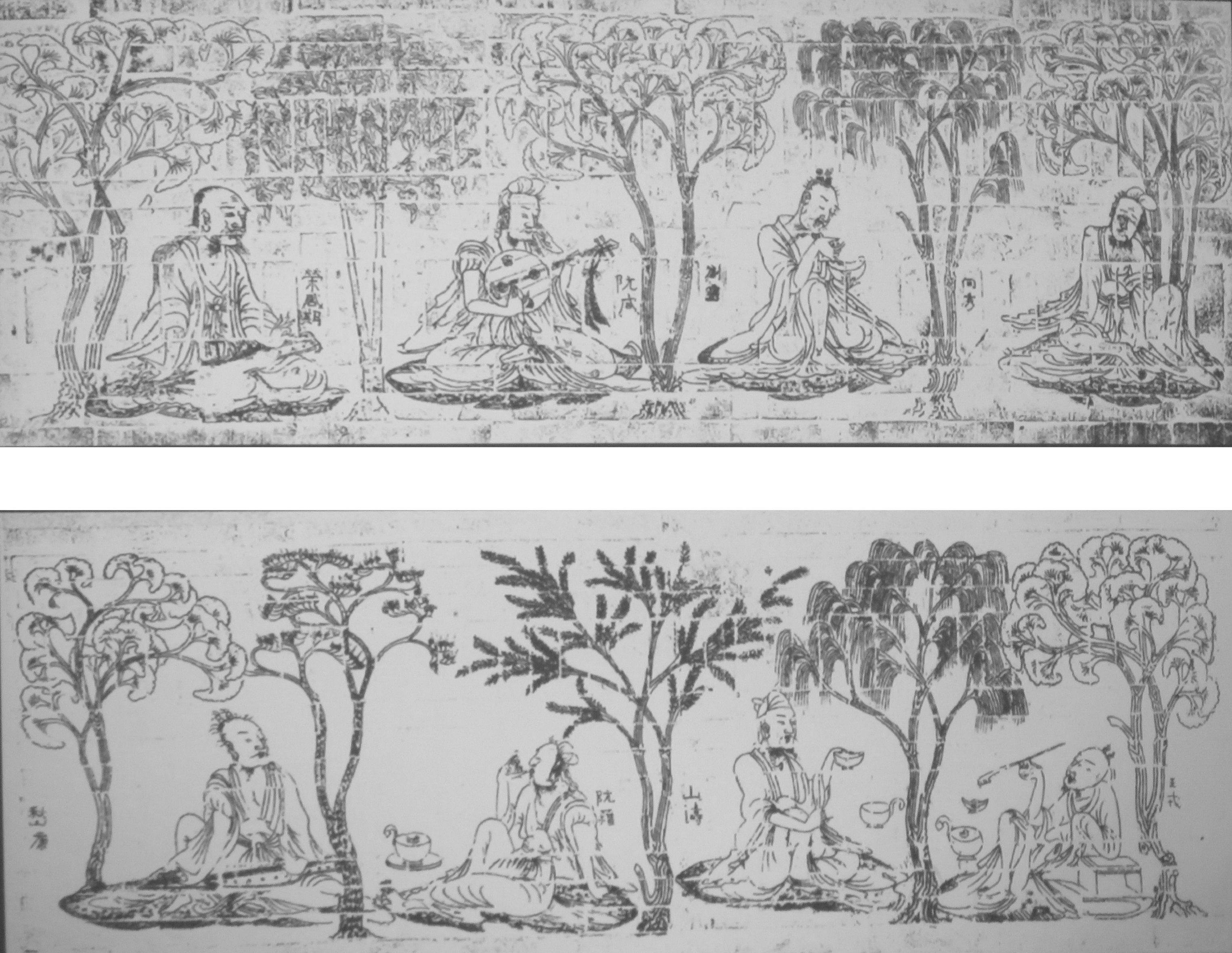

Das Nanjing-Museum (chinesisch 南京博物院, Pinyin Nanjing bowuyuan, englisch Nanjing Museum) in Nanjing, der Hauptstadt der chinesischen Provinz Jiangsu, ist eines der bedeutendsten Museen in der Volksrepublik China. Es wurde 1933 in der Zeit des Guomindang-Regimes als Nationales Zentralmuseum (中央博物院,  Zhongyang bowuyuan) gegründet.
Es birgt antike Bronzen, Ton- und Jadewaren, Tuschmalerei, Ming- und Qing-Porzellan und Seidenkunst.
Zu seinen berühmtesten Exponaten zählt das 1960 entdeckte Ziegelbildwerk “Sieben Weise im Bambushain und Rong Qiqi” (竹林七贤砖印模画,  Zhulin qixian zhuan yinmo hua) aus der Zeit der Südlichen Dynastien.